# Matthis Lebel
Matthis Lebel (Francia, 25 de marzo de 1999) es un jugador profesional francés de rugby que se desempeña en la posición de wing derecho en Stade Toulousain, equipo perteneciente a la liga Top 14.

## Carrera
Lebel es un jugador de formación francesa (JIFF). En 2004 comenzó su carrera deportiva con el equipo Lombez Samatan, en el cual jugó nueve temporadas (2004-2013), después pasó a Stade Toulousain, donde lleva jugando once temporadas.